# Odynerus pacator
Odynerus pacator är en stekelart som beskrevs av Giordani Soika 1960. Odynerus pacator ingår i släktet lergetingar, och familjen Eumenidae. Inga underarter finns listade i Catalogue of Life.